# Monastère de Grégoire
Pour les articles homonymes, voir Grigoriou.
Le monastère de Grégoire (en grec moderne : Μονή Γρηγορίου, Moní Grigoríou) est un des vingt monastères orthodoxes de la communauté monastique du mont Athos, dont il occupe la 17e place dans le classement hiérarchique.
Il est situé au sud-ouest de la péninsule, et est dédié à saint Nicolas de Myre, fête votive le 6 décembre (19 décembre).
En 1990, il comptait 71 moines grecs, roumains et serbes.

## Histoire
Le monastère a été fondé au XIVe siècle, vers 1371, par saint Grégoire l'Hésychaste (fête le 7 décembre), un disciple de saint Grégoire le Sinaïte (fête le 6 avril). La menace turque oblige Grégoire l'Hésychaste à quitter la Sainte Montagne et à trouver refuge en Serbie auprès du roi saint Lazare de Serbie (fête le 15 juin). Au Moyen Âge, la plupart des moines sont originaires des principautés danubiennes et le monastère reçoit de subsides donnés par les hospodars de ces deux principautés. En 1539 il est rénové grâce au hospodar Étienne V de Moldavie. Le monastère fut dévasté par un incendie en 1761 et les reliques de son saint fondateur furent transportées en Serbie. Il fut restauré grâce au hospodar Constantin Mavrocordato.